# Palaeacaridae
Palaeacaridae (лат.) — семейство панцирных клещей из надотряда акариформные. Встречаются в Голарктике: Северная Америка и Евразия. Трихоботрии нитевидные. На гисторосоме три нотогастральных склерита. На лапках по 2 коготка. Мелкие бледноокрашенные клещи (белые или жёлтые), часто покрыты длинными чёрными щетинками. Обитает в нижних слоях подстилки. Ноги 6-члениковые. Щелевидные органы и жировые железы отсутствуют.

## Систематика
Семейство Palaeacaridae включает 2 рода с 6 видами. Семейство было выделено в 1932 году Франсуа Гранжаном (François Alfred Grandjean; 1882—1975).
- Palaeacaroides Lange, 1972
  - Palaeacaroides pacificus
- Palaeacarus Trägårdh, 1932 (=Traegardhacarus Zachvatkin, 1945)
  - Palaeacarus caucasicus
  - Palaeacarus hystricinus
  - Palaeacarus kamenskii
  - Palaeacarus lapshovi
  - Palaeacarus orientalis